# فينيو لوسرت
فينيو لوسرت (بالكرواتية: Venio Losert) مواليد 25 يوليو 1976 في جمهورية يوغوسلافيا الاشتراكية الاتحادية، هو لاعب كرة يد كرواتي يلعب كحارس مرمى. يلعب حاليا مع نادي فيسبرم لكرة اليد ويحمل الرقم 1. مثل منتخب كرواتيا لكرة اليد. شارك في دورة الألعاب الأولمبية الصيفية سنة 1996.

## المسيرة الاحترافية
لعب مع أرغون في الدوري الإسباني في موسم 1999-2000، ثم لعب مع كانتابريا في موسم 2000-2001، ثم لعب مع جرانوليريس في الدوري الإسباني من سنة 2001 إلى 2004، ثم انضم إلى سان أنطونيو في موسم 2004-2005، ثم انضم إلى كانغاس في الدوري الإسباني في موسم 2005-2006، ثم لعب مع برشلونة من سنة 2006 إلى 2009، ثم لعب مع كريتاي في الدوري الإسباني في موسم 2009-2010، ثم انضم إلى أديمار ليون من سنة 2010 إلى 2012، ثم انضم إلى كولدينغ كوبنهاغن في الدوري الدنماركي في سنة 2012، ثم لعب مع فيف تارغي كيلسي في موسم 2013-2014، ثم انضم إلى مونبلييه في الدوري الفرنسي في سنة 2014.

## تمثيل المنتخب
مثل منتخب بلاده في البطولات التالية:
- بطولة أوروبا لكرة اليد للرجال 2012
- بطولة أوروبا لكرة اليد للرجال 2014
- الألعاب الأولمبية الصيفية 2012

## الإنجازات
- الدوري الكرواتي لكرة اليد (6): 1993-94، 1994-95، 1995-96، 1996-97، 1997-98، 1998-99
- دوري أبطال أوروبا لكرة اليد

الوصافة (4): 1995، 1997، 1998، 1999
- كأس أوروبا لكرة اليد

الوصافة (1): 2002

## روابط خارجية
- فينيو لوسرت على موقع الاتحاد الأوروبي لكرة اليد (الإنجليزية)
- فينيو لوسرت على موقع أوليمبيديا (الإنجليزية)